# Dingana clarki
Dingana clarki (tên tiếng Anh: Clark's Widow) là một loài bướm ngày thuộc họ Nymphalidae. Nó được tìm thấy ở Nam Phi.
Sải cánh dài 45–54 mm đối với con đực và 44–52 mm đối với con cái. Con trưởng thành bay từ tháng 11 đến tháng 2 (nhiều nhất vào từ tháng 12 đến tháng 1, later for miền bắc populations). Có một lứa một năm
Ấu trùng có thể ăn các loài Poaceae khác nhau. Ấu trùng ăn Pennisetum clandestinum.

## Phụ loài
- Dingana clarki clarki (Đông Cape)
- Dingana clarki amissivallis (Henning & Henning, 1996) (Verloren Valei in Mpumalanga)
- Dingana clarki dracomontana (Henning & Henning, 1996) (lower Drakensberg, từ Đông Cape to KwaZulu-Natal, Swaziland và Mpumalanga)
- Dingana clarki ocra (Henning & Henning, 1996) (Mpumalanga Drakensberg)